# Pigeiros
Pigeiros is een plaats (freguesia) in de Portugese gemeente Santa Maria da Feira en telt 1 369 inwoners (2001).